# Raymond v. Raymond
Raymond vs. Raymond es el sexto álbum de estudio del cantante estadounidense Usher. El álbum tendrá la producción de productores internacionales como Jermaine Dupri, Ne-Yo, Anthony Hamilton, Adam Levine y The Neptunes.
En el 2009 un representante de Usher llamó a la prensa y a MTV dijo que el álbum no sería sacado en diciembre de 2009 sino hasta el 2010, comento lo siguiente: "Usher esta en proceso de divorcio y de que el álbum se retrasara un año para que Usher piense y tome su tiempo para pensar en el divorcio.
Se dio la fecha oficial para el álbum será el primero de febrero del 2010 en reino Unido y el 1 de marzo se 2010 en Estados Unidos.

## Concepto del álbum
Usher declaró a la revista People Magazine de que el álbum está inspirado en sus experiencias sobre su divorcio y vivencias personales.

## Sencillos
El 5 de octubre de 2009 Usher dio a conocer su primer sencillo no oficial o de promoción "Papers".Lo puso en descarga digital, La canción llegó al número 38 en el Hot 100 y en el número 1 en el Hot R&B/Hip-Hop Songs.
El sencillo oficial fue conocido como "Hey Daddy (Daddy's Home)" y fue sacado el 8 de diciembre en la radio.

## Lista de canciones
| N.º | Título | Escritor(es) | Productor(es)                     | Duración |  |
| 1.  | «Monstar» | Usher Raymond IV, James Harris III, Terry Lewis, Bobby Ross Avila, Issiah J. Avila, Miguel Pimentel, Juan Najera | Jimmy Jam y Terry Lewis           | 5:01     |  |
| 2.  | «Hey Daddy (Daddy's Home)»                                                                                              | Usher Raymond IV, Andrew Harr, Jermaine Jackson, Richard Butler, Jr.                                             | The Runners, Rico Love            | 4:16     |  |
| 3.  | «There Goes My Baby» | Richard Butler, Jr., James Scheffer, Frank Romano, Danny Morris                                                  | Jim Jonsin, Rico Love             | 4:41     |  |
| 4.  | «Lil Freak» (con Nicki Minaj)                                                                                           | Usher Raymond IV, Elvis Williams, Jamal Jones, Esther Dean, Onika Maraj                                          | Polow da Don                      | 3:54     |  |
| 5.  | «She Don't Know» (con Ludacris)                                                                                         | Sean Garrett, Shondrae Crawford, Usher Raymond IV, Christopher Bridges, Ebo Taylor                               | Bangladesh, Sean Garrett          | 4:03     |  |
| 6.  | «OMG» (con will.i.am)                                                                                                   | William Adams | Will.I.Am                         | 4:29     |  |
| 7.  | «Mars vs. Venus» | Usher Raymond IV, James Harris III, Terry Lewis, Bobby Ross Avila, Issiah J. Avila, Miguel Pimentel              | Jimmy Jam & Terry Lewis           | 4:22     |  |
| 8.  | «Pro Lover» | Usher Raymond IV, James Harris III, Terry Lewis, Bobby Ross Avila, Issiah J. Avila, Miguel Pimentel              | Jimmy Jam & Terry Lewis           | 5:02     |  |
| 9.  | «Foolin' Around» | Usher Raymond IV, Bryan-Michael Cox, Jermaine Dupri, Johntá Austin                                               | Bryan-Michael Cox, Jermaine Dupri | 4:11     |  |
| 10. | «Papers» | | Zaytoven, Sean Garrett            | 4:21     |  |
| 11. | «So Many Girls» (voz adicional por Diddy)                                                                               | Usher Raymond IV, Nathaniel Hill, Richard Butler, Jr., Marcella Araica                                           | Danja                             | 4:36     |  |
| 12. | «Guilty Esther Dean, Usher Raymond IV, Clifford Harris, Keith Thomas, Alexander "Prettyboifresh" Parhm, Jr.» (con T.I.) | | AJ "Prettyboifresh" Parhm         | 3:44     |  |
| 13. | «Okay» | James Lackey, Ryon Lovett                                                                                        | James "JLack" Lackey              | 3:15     |  |
| 14. | «Making Love (Into the Night)»                                                                                          | Richard Butler, Jr., James Scheffer, Danny Morris, Benny Mardones                                                | Jim Jonsin, Rico Love             | 3:36     |  |

| Deluxe Edition |        |              |               |          |  |
| N.º            | Título | Escritor(es) | Productor(es) | Duración |  |

## Lista de posiciones
| Lista (2010)                    | Posición máxima |
| ------------------------------- | --------------- |
| Australian Albums Chart         | 2               |
| Austrian Albums Chart           | 68              |
| Australian Urban Albums Chart   | 1               |
| Belgian Albums Chart (Flanders) | 43              |
| Belgian Albums Chart (Wallonia) | 67              |
| Canadian Albums Chart           | 4               |
| Dutch Albums Chart              | 33              |
| European Top 100 Albums         | 8               |
| French Albums Chart             | 51              |
| German Albums Chart             | 47              |
| Greek Albums Chart              | 4               |
| Irish Albums Chart              | 17              |
| Italian Albums Chart            | 20              |
| New Zealand Albums Chart        | 8               |
| South African Albums Chart      | 17              |
| Swiss Albums Chart              | 20              |
| UK Albums Chart                 | 2               |
| UK R&B Chart                    | 3               |
| US Billboard 200                | 1               |
| Billboard R&B/Hip-Hop Albums    | 1               |